# Andy Summers
Pour les articles homonymes, voir Summers.
Andy Summers, né le 31 décembre 1942 à Blackpool, Angleterre, est un musicien britannique. Il est guitariste du groupe The Police de 1977 à 1984, date de la séparation du trio avant une reformation pour une grande tournée mondiale en 2007-2008.
Il s’est également intéressé à la photographie artistique, certains de ses clichés ont été publiés par le magazine Photo en 1984.

## Carrière musicale
Né le 31 décembre 1942 à Blackpool, avant 2010, ses agents successifs indiquaient qu'il était né en 1947, 1946, ou 1944 : l'indication de sa vraie date de naissance est récente.
Andy Summers est influencé par les débuts de la musique pop rock britannique, puis commence sa carrière à 15 ans en jouant dans l'orchestre du Grand Hôtel de Bournemouth, station balnéaire où il grandit. Repéré par le claviériste Zoot Money, il monte à Londres pour jouer avec le Zoot Money Big Roll Band, groupe de rhythm'n blues. Il joue de la guitare au club Flamingo tous les soirs, où il rencontre et joue avec Eric Clapton, Jeff Beck, Jimmy Page, Brian Jones et Soft Machine. En 1967, l'arrivée de la mode psychédélique voit le déclin du rhythm'n blues et le groupe doit prendre un virage serré. Chaque musicien se laisse pousser les cheveux et le groupe est rebaptisé pompeusement Dantalian's Chariot. Un accident qui le conduit à l’hôpital, avant une rééducation de plusieurs mois de la colonne vertébrale, oblige Zoot Money à engager un nouveau guitariste. Il est ensuite engagé par Eric Burdon dans son nouveau groupe, les New Animals. Ils effectuent une tournée aux États-Unis et lorsque le groupe est dissous, il s'installe pendant six ans sur la côte ouest des États-Unis. Il s'inscrit à l'université de Los Angeles pour étudier la guitare classique. Pendant trois ans, il consacre son énergie à cette activité, tout en donnant des cours de guitare. Comprenant que sa carrière est au point mort, il se résout à rentrer en Angleterre en novembre 1973.

### The Police

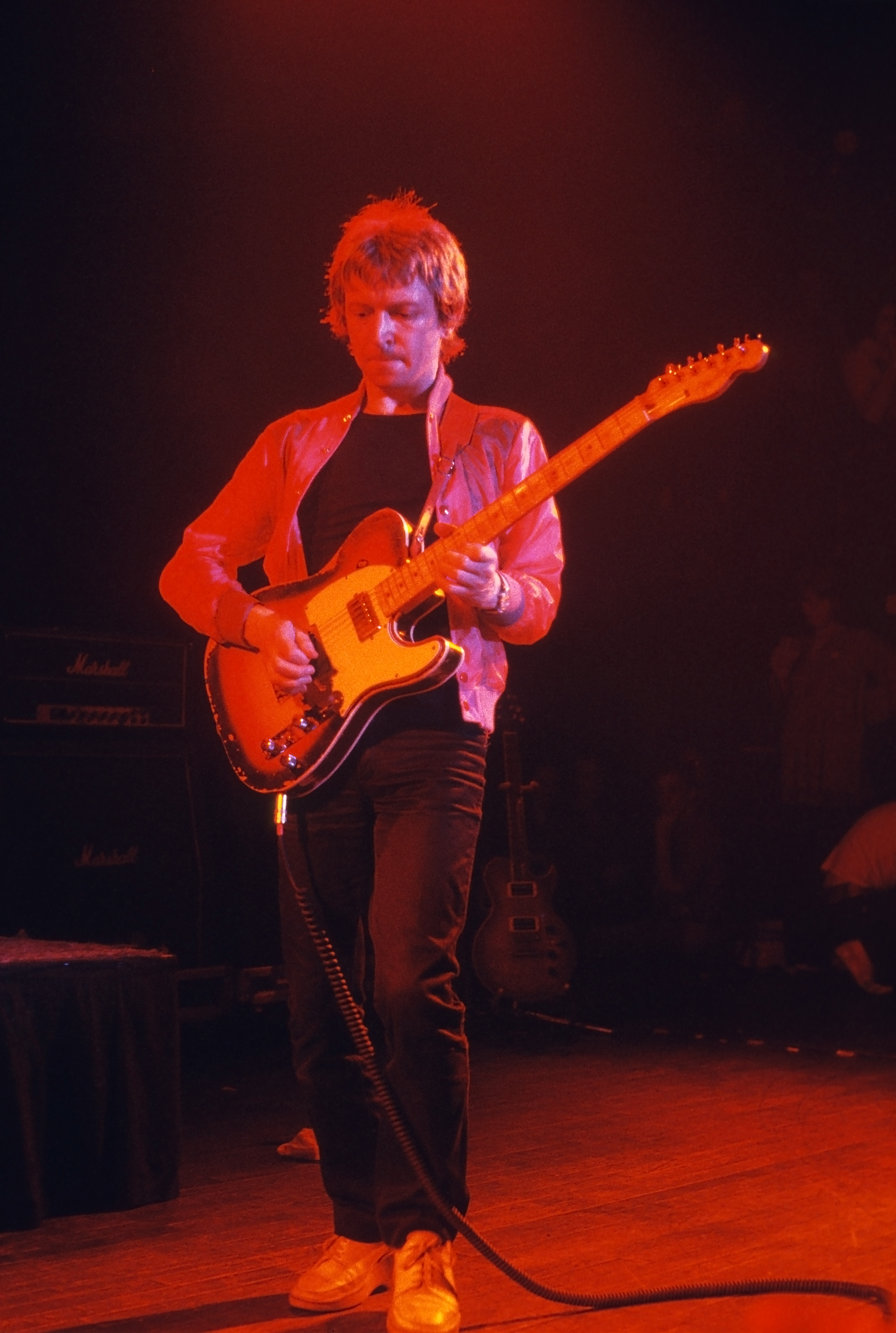
Andy Summers lors de la première tournée américaine de The Police en 1979.

Grâce à son ami Robert Fripp, il trouve quelques engagements, notamment dans le spectacle du Rocky Horror Picture Show et dans le groupe  de David Essex. En 1975, il participe à l'album Matching Head and Feet de Kevin Coyne, en 1975 à l'album Sarabande de Jon Lord.
À la fin de l'année 1976, il est engagé pour être le guitariste sur la tournée symphonique Tubular Bells de Mike Oldfield. Au printemps 1977, il tourne également avec Kevin Ayers et retrouve son ancien complice Zoot Money. C'est grâce à Mike Howlett, bassiste de Gong, qu'il rencontre Sting et Stewart Copeland en mai 1977, Howlett souhaitant créer un nouveau groupe Stromtium 90 avec eux. Cette association éphémère donne lieu à un concert le 28 mai 1977 sous un chapiteau à l'hippodrome de Pantin. Au début de l'été, il intègre le groupe The Police ; rapidement, sa technique et sa maestria de guitariste professionnel étonnent ; l'autre guitariste de Police à l'époque, Henry Padovani, quitte le groupe (Summers déclare ensuite : « Un certain niveau musical avait été atteint et certains suivaient mieux que d'autres, si vous voyez ce que je veux dire... »).
Il reste guitariste du groupe The Police jusqu'à leur dernier album studio publié en 1983, recevant au passage le Grammy Award pour l'instrumental Behind My Camel de l'album Zenyatta Mondatta.

### Carrière solo
En 1982, à la suite des problèmes d'ego survenus lors de l'enregistrement de Ghost in the Machine, Summers participe à un premier album en duo, I Advance Masked, avec Robert Fripp figure emblématique du groupe King Crimson qui est bien accueilli par la critique. Un deuxième opus du duo, Bewitched, sort en 1984, pendant l'année sabbatique prise par The Police. Pendant l'été 1986, il entame une carrière solo et enregistre enfin son premier véritable album solo XYZ avec l'aide de David Hentschel, ingénieur du son. La sortie de cet album sera retardée à la suite de la publication, en novembre 1986, de la compilation Every Breath you Take : The Singles des Police et ne sort qu'en juin 1987. C’est le seul album où Andy Summers chante. Orienté pop rock et contenant pourtant de bonnes chansons, cet album est toutefois un échec commercial.
En 1988, toujours aidé de David Hentschel, il enregistre Mysterious Barricades, album aux sonorités de guitare très new age. Lors de la sortie de l'album The Golden Wire, en 1989, la carrière solo d'Andy Summers prend un tournant. Cet album comprend des pièces aux sonorités new age mais également rock, jazz, blues et classique. L'album suivant Charming Snake, sorti en 1990, est dans la même veine que The Golden Wire, mais avec une sonorité plus jazz rock. Pour cet album, Andy Summers est entouré de musiciens de jazz remommés comme le saxophoniste Bill Evans ou le claviériste Herbie Hancock. On remarque même une contribution de Sting à la basse sur le titre éponyme de l'album.
En 1991 sort son dernier album sur le label Private Music (en), World Gone Strange. Cette fois, c'est Mike Mainieri qui produit l'album et qui remplace David Hentschel. Les sonorités de cet album sont très diverses : jazz, musique latino-américaine, world music. Né d'une rencontre avec le guitariste John Etheridge (en), ancien membre de Soft Machine entre 1975 et 1978, l'album Invisible Threads sort en 1993. 
En 1995, Andy Summers sort un nouvel album Synaesthesia et il retrouve son vieux complice David Hentschel. Cet album comprend des parties de guitares particulièrement inspirées et montre tout le talent de compositeur d'Andy Summers. On remarque sur cet album la présence de Ginger Baker, batteur du groupe Cream.
En 1996, il participe à l'album d'hommage Twang! A tribute to Hank Marvin and The Shadows, saluant ainsi l'une de ses influences phares, et reprenant leur hit Stingray. Sur l'album figurent également Mark Knopfler, Ritchie Blackmore, Brian May, Tony Iommi, Peter Frampton, Peter Green, Keith Urban, etc. En 1997, il sort son album solo, The Last Dance Of Mr. X. Cet album comprend peu de compositions originales mais rend un hommage appuyé à quelques grands noms du jazz : Thelonious Monk ou Charles Mingus. Andy Summers est toujours entouré de Tony Levin à la basse et Gregg Bissonnette à la batterie.
En 1998, il s'associe au guitariste brésilien Victor Biglione sur l'album acoustique jazz latino Strings Of Desire. Un second album Splendid Brasil sera enregistré avec Victor Biglione et sort en 2005. Puis viennent Green Chimneys : The Musics Of Themonious Monk, en 1999, album hommage à Thelonious Monk (sur cet album, Sting chante sur Round Midnight) et Peggy's Blue Skylight hommage à Charles Mingus en 2000.
En 2004, l'album Earth+Sky signe le grand retour d'Andy Summers à des compositions originales comportant des sonorités mélangeant jazz rock et musique d'atmosphère.
La personnalité d'Andy Summers a été souvent commentée dans la presse de façon contradictoire : « Simple exécutant du talent de Sting » pour certains, « apport fondamental » pour le trio, selon d'autres. Son apport guitaristique et son expérience musicale (classique, jazz, blues) ont toujours constitué un « plus » incontestable pour le groupe phare des années 1980. Réputé pour son caractère très British, son flegme a sans doute permis à The Police de résister aux tensions internes entre Stewart Copeland et Sting, même si le groupe finit, malgré tout, par voler en éclats en 1986.
Il repart en tournée mondiale avec Sting et Stewart Copeland, The Police s'étant reformé le temps d'une grande tournée en 2007-2008.

## Carrière en écriture et en photographie
Bien qu'étant connu comme un musicien, Andy Summers est aussi un écrivain et un photographe. Son premier livre de photographies Throb qui comprend 100 photographies en noir et blanc est publié le 27 octobre 1983. Son plus récent livre avec Ralph Gibson, Light Strings: Impressions of the Guitar, contient divers passages des types de musique, des guitares et d'histoires personnelles.
Son autobiographie, One Train Later: A Memoir, est sortie en octobre 2006 et sera décliné en documentaire sous le titre Can't Stand Losing You: Surviving the Police, réalisé par Andy Grieve et Lauren Lazin (en) en 2012.
Pratiquant la photographie depuis 1979, ses clichés sont réunis dans I'll Be Watching You, un journal photographique de ses années avec The Police publié en 2007. Il continue de prendre des photos durant la tournée 2007-2008, pour la réunion du groupe The Police, où il a utilisé des caméras numériques pour la première fois.

### Expositions de photos
- 2019 : Une certaine étrangeté, 6 février 2019 au 14 avril 2019, Pavillon populaire, Montpellier

## Discographie

### AvecRobert Fripp
- 1982 : I Advance Masked
- 1984 : Bewitched
- 2025 : The Complete Recordings 1981-1984 (Compilation 3CD inclus les 2 premiers albums studio + l'album inédit Mother Hold the Candle Steady)

### Solo
- XYZ (MCA, 1987)
- Mysterious Barricades (Private Music (en), 1988)
- The Golden Wire (Private, 1989)
- Charming Snakes (Private, 1990)
- World Gone Strange (Private, 1991)
- Synaesthesia (CMP, 1995)
- The Last Dance of Mr. X (BMG/RCA Victor, 1997)
- A Windham Hill Retrospective (Windham Hill Records, 1998) (compilation)
- Green Chimneys: The Music of Thelonious Monk (BMG Classics/RCA Victor, 1999)
- Peggy's Blue Skylight (BMG Classics/RCA Victor, 2000)
- Earth + Sky (Golden Wire, 2003)
- The X Tracks (Golden Wire, 2004) (compilation)
- Metal Dog (Flickering Shadow, 2015)
- Triboluminescence (Flickering Shadow, 2017)
- Harmonics of the Night (Flickering Shadow, 2021)

### Collaborations
- Invisible Threads Avec John Etheridge (Mesa, 1993)
- Strings of Desire Avec Victor Biglione (R.A.R.E., 1998)
- Splendid Brazil Avec Victor Biglione (R.A.R.E., 2005)
- First You Build a Cloud Avec Ben Verdery (R.A.R.E., 2007)
- Fundamental Avec Fernanda Takai (2012)
- Circus Hero Avec Rob Giles en tant que Circa Zero (429 Records, 2014)

### Bandes sonores
- The Wild Life (MCA, 1984)
- 2010 (A&M, 1984) (contributor)
- Band of the Hand (1985)
- Down and Out in Beverly Hills (MCA, 1986)
- Week-end chez Bernie (Arista, 1989)
- The Craft (Columbia, 1996)

### Singles
- Parade/Train Avec Robert Fripp (1984)
- 2010/To Hal and Back (1984)
- Love is the Strangest Way/Nowhere (1987)

### Comme membre d'un groupe
Avec The Police
- Outlandos d'Amour (1978)
- Reggatta de Blanc (1979)
- Zenyatta Mondatta (1980)
- Ghost in the Machine (1981)
- Brimstone & Treacle (1982)
- Synchronicity (1983)
- Every Breath You Take: The Singles (1986)
- Message in a Box: The Complete Recordings (1993)
- Live! (1995)
- The Police (2007)
- Certifiable: Live in Buenos Aires (2008)
- Every Move You Make: The Studio Recordings (2019)

Avec Eric Burdon and the Animals
- Love Is (1968)

Avec Kevin Ayers
- First Show in the Appearance Business (1996)
- Too Old to Die Young (1998)
- Yes We Have No Mananas, So Get Your Mananas Today (EMI/Harvest, 2009)

Avec Kevin Coyne
- Matching Head and Feet (Virgin, 1975)
- Heartburn (Virgin, 1976)
- In Living Black and White (Virgin, 1976)
- Sign of the Times (Virgin, 1994)
- On Air (Tradition & Moderne, 2008)

Avec Dantalian's Chariot
- Chariot Rising (Wooden Hill, 1996)

Avec Eberhard Schoener
- The Book (Ariola 1977)
- Trance-Formation (Harvest/EMI Electrola 1977)
- Video-Flashback (Harvest, 1979)
- Video Magic (Harvest, 1978)

Avec Strontium 90
- Police Academy (Pangaea, 1997)

Avec Zoot Money's Big Roll Band
- It Should Have Been Me (1965)
- Zoot! (Columbia, 1966)
- Transition (1968)
- Were You There? (Indigo, 1999)
- Fully Clothed & Naked (Indigo, 2000)

### Participations
- Joan Armatrading, Back to the Night (A&M, 1975)
- Manuel Barrueco, Nylon & Steel (Angel, 2001)
- David Bedford, The Odyssey (Virgin, 1976)
- Gregg Bissonette, Gregg Bissonette (Mascot, 1998)
- Toni Childs, House of Hope (A&M, 1991)
- Deeyah Khan, Ataraxis (Heilo, 2007)
- Jo Jo Laine, Dancin' Man (Polydor, 1980)
- Jon Lord, Sarabande, (Purple, 1976)
- Juicy Lucy, Blue Thunder (Outer Music, 1996)
- Roberto Menescal, Bossa Nova Meets the Beatles (Deck/Jingle Bells 2017)
- Anthony Moore, Out (Virgin, 1976)
- Paolo Rustichelli, Capri/Mystic Jazz (Verve Forecast, 1991)
- Neil Sedaka, Live at the Royal Festival Hall (Polydor, 1974)
- Michael Shrieve, Stiletto (Novus/RCA/BMG, 1989)
- Carly Simon, Hello Big Man (Warner Bros., 1983)
- Sting, ...Nothing Like the Sun (A&M, 1987)
- Andrew York, Centerpeace (2010)[7]